# Tigran Petrosjan Schachhaus

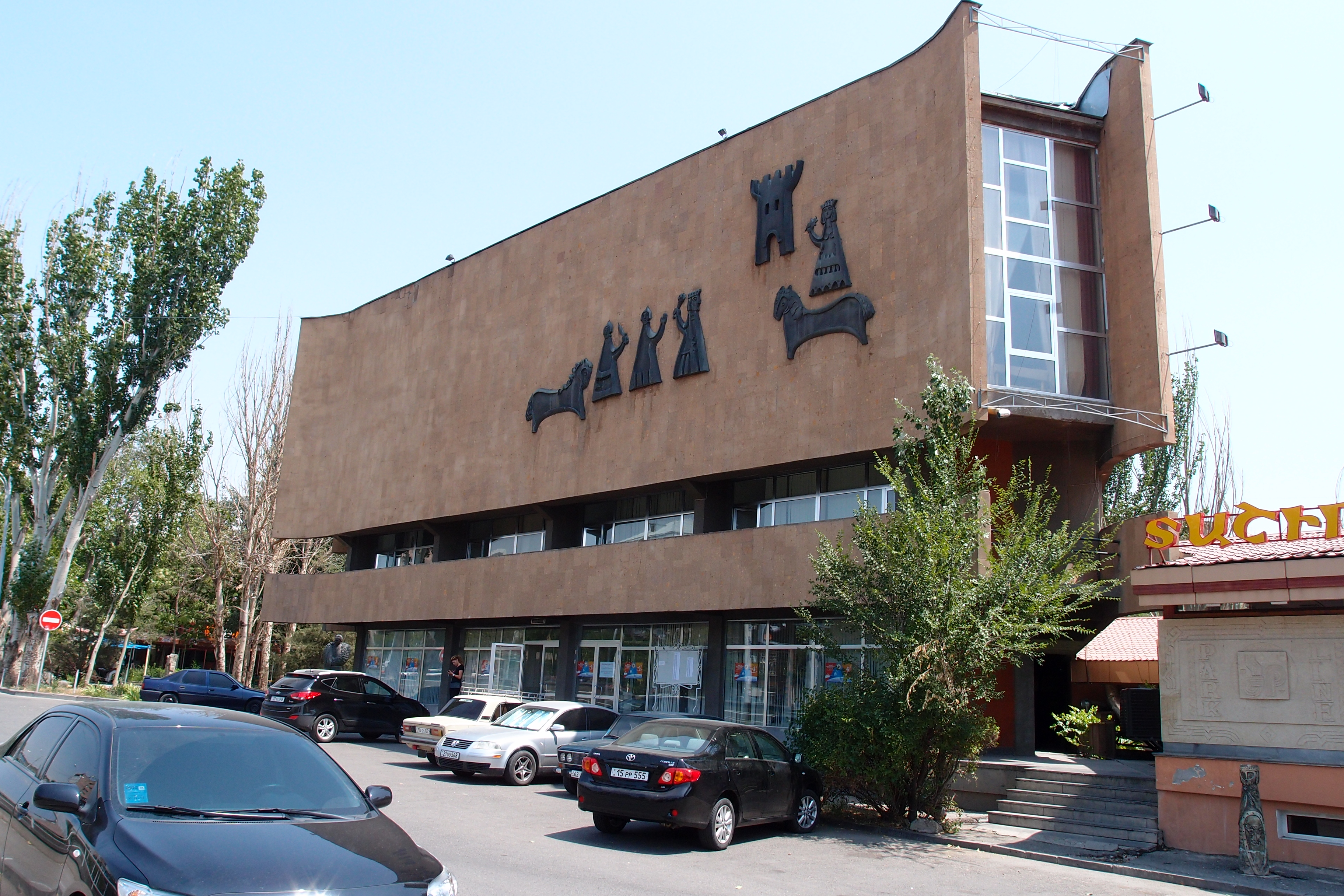
Tigran Petrosjan Schachhaus in Jerewan

Das Tigran Petrosjan Schachhaus (armenisch: Տիգրան Պետրոսյանի անվան Շախմատի Տուն), offiziell Zentrales nach Tigran Petrosjan benanntes Haus der Schachspieler (armenisch: Տիգրան Պետրոսյանի անվան Շախմատիստի Կենտրոնական Տուն) ist das Zentrum des Schachsports in Jerewan, Armenien.

## Entstehungsgeschichte
Armenien erlebte einen Schach-Boom, nachdem der Armenier Tigran Petrosjan die Schachweltmeisterschaft 1963 gewann.
Der Armenische Schachverband beauftragte daraufhin den Bau eines Gebäudes mit Schulungs- und Turnierräumen. 1967 legte Tigran Petrosjan den Grundstein für das Haus. 1970 wurde das Haus eröffnet. Entworfen und gebaut wurde es von Zhanna Meshcheryakova.
Seit dem Tod des Spielers 1984 trägt das Schachhaus den Namen von Tigran Petrosjan.

## Gebäude
Der Grundriss des Gebäudes ist oberirdisch ein unregelmäßiges Sechseck mit drei langen und drei kurzen Seiten, das optisch aus der Ferne wie ein Dreieck wirkt.
Auf den drei langen Seiten springen das Erdgeschoss und die Fenster des ersten Obergeschosses gegenüber der Brüstung im ersten Obergeschoss und den hohen, fensterlosen Wänden des zweiten Obergeschosses zurück. Die drei kurzen Seiten springend durchgehend zurück.
Der Grundriss des Kellers geht über das unregelmäßige Sechseck hinaus. Im Keller befinden sich zwei Atrien. Ein Atrium liegt außerhalb des unregelmäßigen Sechsecks, ist nach oben offen und nicht überdacht. Das zweite Atrium durchzieht innerhalb des Sechsecks Keller- und Erdgeschoss.
Das Gebäude hat vier Geschosse für jeweils unterschiedliche Nutzungen. Im Kellergeschoss um die beiden Atrien herum sind kleine Schulungsräume untergebracht. Im Erdgeschoss befinden sich ein Café und ein Aufenthaltsraum. Im ersten Obergeschoss hat die Verwaltung ihre Büroräume. Im zweiten Obergeschoss liegt ein fensterloser großer Saal für Turniere.
Am und im Gebäude sind vielfältige Kunstwerke mit Schachmotiven zu sehen. An der Fassade zur Straße sind sieben Schachfiguren aus Kupfer angebracht. Im großen Saal hängen vier Wandteppiche zu den Themen Kampf, Sieg, Niederlage und Aussöhnung.
Das Gebäude liegt in einem Park im Stadtzentrum. Unweit des Hauses steht eine Büste von Tigran Petrosjan.

## Nutzung

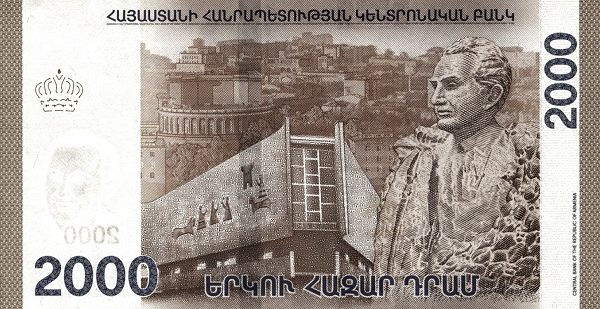
Rückseite der aktuellen Banknote 2000 Dram

Das Gebäude wird seit seiner Eröffnung ununterbrochen für Schachunterricht und Turniere genutzt. Es ist seit über 50 Jahren ein wichtiger Ort des Schachsports in Armenien, einem Land, in dem Schach in der Grundschule für alle Schüler Pflichtfach ist.
Im Gebäude hat Aschot Wardapetjan sein Büro, ein international tätiger Schachschiedsrichter. Er war u. a. Hauptschiedsrichter der Schachweltmeisterschaft 2012 und der Schachweltmeisterschaft 2013.
Seit 2018 ist das Gebäude auf der Rückseite der armenischen Banknote im Wert von 2000 Dram abgebildet.